# Jackman (альбом)
Jackman — третий студийный альбом американского рэпера Джека Харлоу, вышедший 28 апреля 2023 года на лейблах Generation Now, Atlantic Records. Продюсированием альбома занимался Харлоу, а также ряд других продюсеров, включая FnZ, DJ Dahi и Boi-1da. Альбом был поддержан лид-синглом «They Don’t Love It», а также дополнительными клипами на песни «Gang, Gang, Gang» и «Denver». Звезда НБА Джамал Мюррей появляется в клипе на песню «Denver».
Микшированием альбома занимался Nickie Jon Pabón, мастерингом — Chris Athens, а обложку альбома создал Urban Wyatt. Jackman достиг первого места в чарте Billboard «Top Rap Albums». Он получил номинацию «Хип-хоп альбом года» на BET Hip Hop Awards 2023 года.

## Отзывы
| Совокупная оценка | Совокупная оценка |
| Источник          | Оценка            |
| ----------------- | ----------------- |
| Metacritic        | 60/100            |
| Оценки критиков   |                   |
| Источник          | Оценка            |
| AllMusic          | [ 9 ]             |
| Clash             | 8/10              |
| HipHopDX          | 2.3/5             |
| HotNewHipHop      | 5/5               |
| Pitchfork         | 6.4/10            |
| Slant Magazine    | [ 13 ]            |

Jackman получил смешанные отзывы от музыкальных критиков. На сайте Metacritic, который присваивает нормализованный рейтинг из 100 баллов рецензиям мейнстримных критиков, альбом получил средний балл 60 на основе 6 рецензий.
Некоторые критики высоко оценили лиричность и аутентичность Харлоу. Ной Грант из HotNewHipHop написал, что «любой, кто хотел получить от рэпера что-то очень аутентичное, будет очень доволен новым релизом». Робин Мюррей из Clash заявил, что Jackman — это «лучший, самый глубокий» альбом Харлоу на данный момент. Кристофер Вайнгартен из Rolling Stone написал, что альбом — это «шаг вперёд в лирике, который показывает, что Харлоу может предложить гораздо больше». В рецензии для Pitchfork Хевен Хейл написал, что Харлоу «стремится к ясности» с «мягкими, дорогими битами и прохладно-интимным повествованием».
С другой стороны, некоторые критики сочли альбом поверхностным и недоработанным. Пол Аттард из Slant Magazine отметил, что Харлоу «работает в двух противоречивых режимах: педалирует банальности на поверхностном уровне или же легко хвастается скромностью». AllMusic написал, что альбом кажется «неполным или частично продуманным». Нина Эрнандес из HipHopDX написала, что альбом звучит «разобщённо и скучно».

## Награды и номинации
| Награда            | Год  | Категория           | Результат | Ссылка |
| ------------------ | ---- | ------------------- | --------- | ------ |
| BET Hip Hop Awards | 2023 | Хип-хоп-альбом года | Номинация | [ 15 ] |

## Список композиций
| №                   | Название             | Автор(ы) | Продюсеры                                    | Длительность |
| ------------------- | -------------------- | --- | -------------------------------------------- | ------------ |
| 1.                  | «Common Ground»      | Jackman Harlow Joi Marshall Tonya Kelly Diyelle Reed Emanuel Officer José Velazquez Michael Washington, Jr. Jaysoul Niko | BabeTruth Mike Wavvs Jaysoul Niko            | 1:40         |
| 2.                  | «They Don’t Love It» | Harlow Timothy Wright Kameron Cole                                                                                       | Hollywood Cole                               | 1:53         |
| 3.                  | «Ambitious»          | Harlow Nima Jahanbin Paimon Jahanbin Goldy Alice Sanderson Keith Echols Tony Miller                                      | Wallis Lane Goldy                            | 2:52         |
| 4.                  | «Is That Ight?»      | Harlow Cole Mario Dragio                                                                                                 | 808charmer                                   | 1:58         |
| 5.                  | «Gang Gang Gang»     | Harlow Timothy Gane Lætitia Sadier Rashad Thomas                                                                         | Thomas                                       | 2:49         |
| 6.                  | «Denver»             | Harlow Isaac De Boni Velazquez Douglas Penn                                                                              | FnZ BabeTruth                                | 2:38         |
| 7.                  | «No Enhancers»       | Harlow Dacoury Natche Cooper McGill                                                                                      | DJ Dahi Coop the Troop                       | 1:39         |
| 8.                  | «It Can't Be»        | Harlow Bill Withers Thomas                                                                                               | Thomas                                       | 2:19         |
| 9.                  | «Blame on Me»        | Harlow Matthew Samuels Ryan Hawken Velazquez Cole                                                                        | Boi-1da Gray Hawken BabeTruth Hollywood Cole | 4:01         |
| 10.                 | «Questions»          | Harlow Joshua McBride | shy!!!                                       | 2:14         |
| Общая длительность: | Общая длительность:  | Общая длительность: | Общая длительность:                          | 24:03        |

## Чарты
| Чарт (2023)                            | Высшая позиция |
| -------------------------------------- | -------------- |
| Австралия (ARIA)                       | 11             |
| Австралия Hip Hop/R&B Albums (ARIA)    | 3              |
| Австрия (Ö3 Austria)                   | 27             |
| Бельгия/Фландрия (Ultratop)            | 28             |
| Бельгия/Валлония (Ultratop)            | 170            |
| Канада Canadian Albums (Billboard)     | 9              |
| Дания (Hitlisten)                      | 15             |
| Нидерланды (Album Top 100)             | 12             |
| Германия (Offizielle Top 100)          | 78             |
| Ирландия (Irish Albums Chart)          | 20             |
| Новая Зеландия (RMNZ)                  | 8              |
| Норвегия (VG-lista)                    | 23             |
| Швейцария (Schweizer Hitparade)        | 17             |
| Великобритания (UK Albums Chart)       | 32             |
| Великобритания (UK R&B Albums Chart)   | 4              |
| США Billboard 200                      | 8              |
| США Top R&B/Hip-Hop Albums (Billboard) | 2              |

| Чарт (2023)                            | Позиция |
| -------------------------------------- | ------- |
| США Top R&B/Hip-Hop Albums (Billboard) | 100     |